# Lillsjön (Gällivare socken, Lappland)
Lillsjön är en sjö i Gällivare kommun i Lappland och ingår i Råneälvens huvudavrinningsområde. Sjön har en area på 0,0585 kvadratkilometer och ligger 384,4 meter över havet. Lillsjön ligger i Råneälven Natura 2000-område.

## Delavrinningsområde
Lillsjön ingår i det delavrinningsområde (741934-170604) som SMHI kallar för Mynnar i 742126-170961. Medelhöjden är 423 meter över havet och ytan är 26,47 kvadratkilometer. Det finns inga avrinningsområden uppströms utan avrinningsområdet är högsta punkten. Vattendraget som avvattnar avrinningsområdet har biflödesordning 3, vilket innebär att vattnet flödar genom totalt 3 vattendrag innan det når havet efter 188 kilometer. Avrinningsområdet består mestadels av skog (78 procent) och sankmarker (16 procent). Avrinningsområdet har 1,29 kvadratkilometer vattenytor vilket ger det en sjöprocent på 4,9 procent.